# Richard Liberty
Richard Liberty, nome d'arte di Riccardo Liberatoscioli (New York, 3 marzo 1932 – Dania, 2 ottobre 2000), è stato un attore statunitense.

## Biografia
Ha recitato in diversi film e in serie televisive come Miami Vice e Key West. È probabilmente noto per aver interpretato il dottor Matthew "Frankenstein" Logan nel film Il giorno degli zombi di George A. Romero (1985). Liberty morì il 2 ottobre 2000 a Dania Beach, in Florida, all'età di 68 anni a causa di un attacco cardiaco. La sua ultima intervista, realizzata dagli storici Christian Stavrakis e Robert Telleria, può essere ascoltata nei contenuti speciali dei DVD e Blu-ray de Il giorno degli zombi della Anchor Bay Entertainment.

## Filmografia parziale
- La città verrà distrutta all'alba (The Crazies), regia di George A. Romero (1973)
- Countdown dimensione zero (The Final Countdown), regia di Don Taylor (1980)
- Porky's II - Il giorno dopo (Porky's II: The Next Day), regia di Bob Clark (1983)
- Il giorno degli zombi (Day of the Dead), regia di George A. Romero (1985)
- Miami Supercops (I poliziotti dell'8ª strada), regia di Bruno Corbucci (1985)
- Navigator (Flight of the Navigator), regia di Randal Kleiser (1986)
- Potenza virtuale, regia di Antonio Margheriti (1997)

## Doppiatori italiani
- Giorgio Lopez in Il giorno degli zombi, Noi siamo angeli
- Alessandro Rossi in Miami Supercops (i poliziotti dell'8° strada)
- Gianfranco Bellini in La città verrà distrutta all'alba